# بوجرو (کومونه)
بوجرو (به ایتالیایی: Buggerru) یک کومونه در ایتالیا است که در استان کاربونیا-ایگلسیاس واقع شده‌است. بوجرو ۴۸٫۳ کیلومتر مربع مساحت و ۱٬۱۰۹ نفر جمعیت دارد و ۵۱ متر بالاتر از سطح دریا واقع شده‌است.